# Gustave Tridon
Edme Marie Gustave Tridon (Châtillon-sur-Seine, 1º gennaio 1841 – Bruxelles, 29 agosto 1871) è stato un politico e scrittore francese.
Seguace di Blanqui, partecipò alla Comune di Parigi.

## Biografia
Figlio di un possidente, studiò diritto a Parigi. Fu condannato, per un articolo giudicato immorale, al carcere di Sainte-Pélagie dove conobbe Auguste Blanqui, divenendone un fervido seguace. Scrisse nel 1864 Les Hébertistes, plainte contre une calomnie de l'Histoire, con prefazione di Blanqui, del quale finanziò il giornale Candide. Nel settembre del 1866  rappresentò Blanqui, sempre in carcere, al primo congresso dell'Internazionale, tenuto a Ginevra. Tornato in Francia, fu arrestato e condannato a quindici mesi di prigione. Liberato nel 1868, dovette ancora rifugiarsi all'estero nel 1870.
Tornato a Parigi alla caduta del Secondo Impero, finanziò il giornale di Blanqui La Patrie en danger e venne eletto al Comitato centrale dei venti arrondissement municipali. Firmò il Manifesto rosso, pubblicato il 7 gennaio 1871, che richiedeva la formazione della Comune di Parigi.
In febbraio venne eletto all'Assemblea nazionale come deputato della Côte-d'Or e si dimise dopo aver votato contro i preliminari della pace tra Francia e Germania. Il 26 marzo venne eletto al Consiglio della Comune e fece parte della Commissione esecutiva e della Commissione Guerra, votando contro l'istituzione del Comitato di salute pubblica. Alla fine della Settimana di sangue riuscì a rifugiarsi a Bruxelles, dove morì due mesi dopo.

## Scritti
- Œuvres diverses, Paris, Imprimerie Jean Allemane, 1891